# マナサス線
マナサス線（英語：Manassas Line）はワシントンD.C.のユニオン駅からバージニア州のブロード・ラン・空港駅を結ぶバージニア急行鉄道の線路である。1992年6月22日に開業した。